# Blantyre (distrikt)

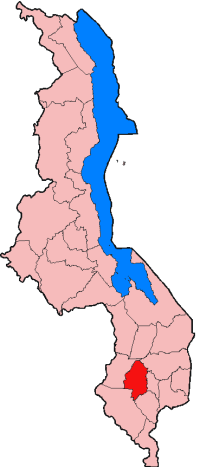
Distriktets placering i Malawi

Blantyre är ett av Malawis 28 distrikt och ligger i Southern Region. Distriktets huvudort är staden Blantyre, Malawis näst största stad.